# Nonyma glabrifrons
Nonyma glabrifrons là một loài bọ cánh cứng trong họ Cerambycidae.